# أورام الأنسجة المكونة للدم والأنسجة الليمفاوية
أورام الأنسجة المكونة للدم والأنسجة الليمفاوية هي الأورام التي تؤثر على الدم، ونخاع العظم، والليمف، والجهاز الليمفاوي.